# Aglaia brownii
Aglaia brownii é uma espécie de planta na família Meliaceae. É encontrada na Austrália, Brunei, Índia, Indonésia, Malásia e Papua-Nova Guiné.